# Rappeln
Rappeln war eine seit dem Mittelalter bis ins 20. Jahrhundert hinein vor allem im Westen Deutschlands gebräuchliche Art der Volksjustiz, bei der eine Person, die sich in den Augen der übrigen Bürger sittlicher Verfehlungen schuldig gemacht, gegen das Rechtsempfinden des Volkes verstoßen hatte oder einen unmoralischen Lebenswandel führte, „akustisch gelyncht“ wurde. 
Die Zielperson dieses „Volksgerichts“ bekam nach Einbruch der Abenddämmerung bis tief in die Nacht Besuch von Menschen aus ihrem Umfeld, die ihr im Schutz der Dunkelheit aufs Dach stiegen, auf Dachpfannen und an Dachrinnen klopften, auf die hölzernen Schlagläden einschlugen und an den Schiefern „rappelten“.
Gleichzeitig veranstalteten die empörten Bürger eine „Katzenmusik“ mit ausgedienten metallenen Haushaltsgeräten – wie Töpfen, Kannen, Bratpfannen – verstimmten Blasinstrumenten und ausgedienten Kesseln. Diese „disharmonische Sinfonie“ war eine mit viel Radau verbundene und von Johlen, Schreien und Pfeifen begleitete öffentliche Anprangerung.
Diese Gewohnheit wurde im Laufe der Jahre dann allmählich aufgegeben, weil sich zum einen die Moralbegriffe wandelten und zum anderen die begleitende „Katzenmusik“ als ruhestörender Lärm ausgelegt und daher polizeilich verfolgt wurde. 
In Österreich gibt es das „Ratschen“, in einigen Gegenden auch Räppeln, Rappeln, Klappern (auch Kleppern, Kliäppern), Raspeln, Schledern, Kläpstern, Klibberen, Karren, Lören, Garren oder Klacheln genannt. Das ist zwar ein sprachlich ähnlicher, aber von Sinn und Zweck her ganz anderer Brauch, der in katholischen Gegenden in der Karwoche gepflegt wird. Dabei ziehen Kinder (meist Ministranten) mit hölzernen Instrumenten, Ratschen eben, durch die Straßen der Dörfer und Stadtteile, um die Gläubigen mit unterschiedlichen Sprüchen an die Gebetszeiten und Andachten zu erinnern.